# Henrik Steffens
Henrik (Henrich) Steffens (2. května 1773, Stavanger – 13. února 1845, Berlín) byl dánsko-německý filozof, přírodovědec, profesor a spisovatel jehož přednášky se staly inspiračním zdrojem dánského literárního romantismu..

## Život
Narodil se v norském Stavangeru německému otci a dánské matce. Ve čtrnácti letech odešel se svými rodiči do Kodaně, kde studoval nejprve teologii a pak přírodní vědy na Kodaňské univerzitě. Roku 1796 přednášel na univerzitě v Kielu a o dva roky později odešel na Univerzitu v Jeně, kde studoval přírodní filosofii Friedricha Schellinga. V roce 1800 odešel na techniku do Freibergu studovat mineralogií u Abrahama Gottloba Wernera.

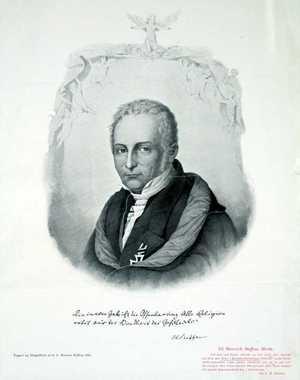
Henrik Steffens

Roku 1802 se navrátil do Kodaně a uspořádal zde řadu přednášek o přírodní filosofii, ve kterých shrnul myšlenky německých romantiků o jednotě přírody, umění a dějin a ostře kritizoval převládající racionalismus. Mezi jeho posluchači byli mimo jiné i Adam Oehlenschläger, Steen Steensen Blicher a Nikolai F. S. Grundtvig, kteří se pod vlivem těchto myšlenek stali představiteli první vlny dánského literárního romantismu.
Roku 1804 se stal profesorem na univerzitě v Halle a roku 1811 na Vratislavské univerzitě. Během bitvy u Lipska roku 1813 vstoupil jako dobrovolník do pruské armády a následující rok se zúčastnil obsazení Paříže. Pak se vrátil do Vratislavi, kde byl v letech 1821–1822 a 1829–1830 rektorem univerzity. Roku 1832 se stal profesorem na Univerzitě Fridricha Viléma v Berlíně a v letech 1834–1835 byl na univerzitě rektorem. V roce 1835 byl zvolen řádným členem Pruské akademie věd. Zemřel roku 1845 v Berlíně a byl pochován na hřbitově v Kreuzbergu.
Steffens je představitelem idealistické, spekulativní přírodní filozofie. Nevyhýbal se ani náboženským otázkám. Byl přívržencem staroluteránů a odpůrcem pruské církevní unie. Stavěl se také proti tehdy vznikajícímu turnerství. S jeho náboženskými názory úzce souvisí jeho činnost beletristická, vyznačující se mistrným líčením norské přírody. Je rovněž autorem obšírné autobiografie. Své práce psal hlavně německy.

## Výběrová bibliografie

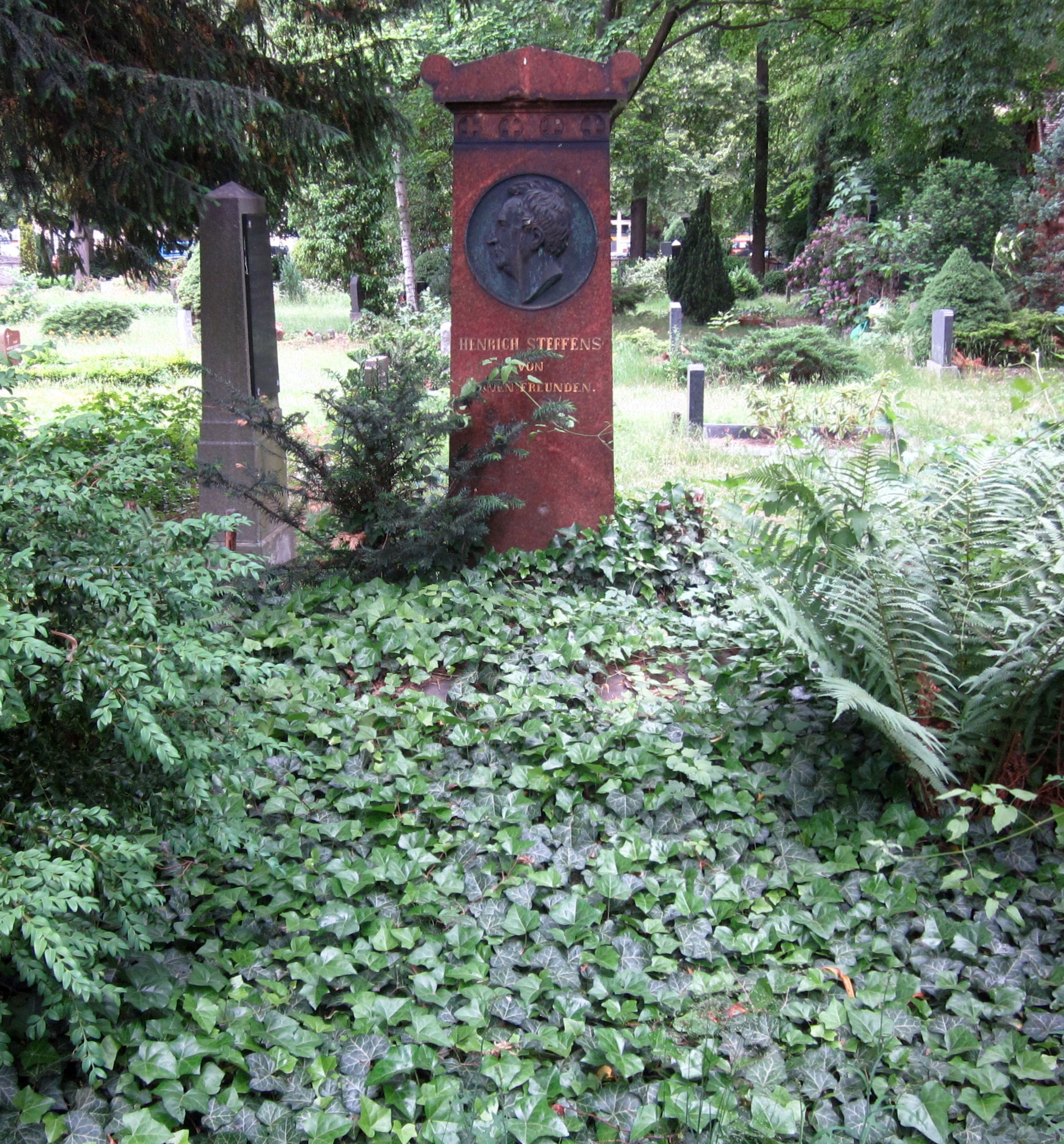
Sneffelsův hrob v Kreuzbegu

### Odborné a filosofické práce
- Beiträge zur innern Naturgeschichte der Erde (1801, Příspěvky k vnitřní přirozené historii Země).
- Indledning til philosophiske Forelæsninger (1803, Úvod k filozofickým přednáškám), knižní vydání přednášek z roku 1802 v Kodani.
- Grundzüge der philosophischen Naturwissenschaft (1806, Hlavní rysy filosofické přírodní vědy).
- Handbuch der Oryktognosie (1811–1824, Příručka oryktognosie), čtyřdílná příručka mineralogie.
- Anthropologie (1824, Antropologie), dva díly.
- Polemische Blätter zur Beförderung der spekulativen Physik (1829–1835, Polemické listy na podporu spekulativní fyziky), dva díly.
- Nachgelassene Schriften (1846, Posmrtné spisy), s předmluvou Friedricha Schellinga.

### Polemické spisy
- Von der falschen Theologie und dem wahren Glauben (1809, O špatné teologii a pravé víře).
- Karrikaturen des Heiligsten (1819–1821), spis proti turnerství, dva díly.
- Wie ich wieder Lutheraner wurde, und was mir das Lutherthum ist (1831, Jak jsem se opět stal luteránem a co pro mě je luteránství).

### Próza
- Die Familien Walseth und Leith (1827, Rodiny Walsethů a Leithů), cyklus povídek.
- Die vier Norweger (1828, Čtyři Norové), cyklus povídek.
- Malcolm (1831), novela.
- Novellen (1837–1838, Novely), souborné vydání autorových beletristických prací.
- Was ich erlebte (1840–1844, Co jsem zažil), autobiografie s velikým množstvím zajímavých zpráv o tehdejším životě.